# Gavin Lyall
Gavin Lyall (* 9. Mai 1932 in Birmingham, Warwickshire; † 18. Januar 2003 in London) war ein britischer Journalist und Schriftsteller.

## Leben
Lyall besuchte die King Edward's School in Birmingham. Nach seiner Schulzeit verpflichtete er sich für zwei Jahre (1951–1953) bei der Royal Air Force. Anschließend besuchte er das Pembroke College (Cambridge) (University of Cambridge) und konnte 1956 dieses Studium erfolgreich beenden.
Bereits während seines Studiums begann Lyall für die Studentenzeitung Varsity zu schreiben und erfand dazu auch die Comicfigur „Olly“, um seine Texte zu illustrieren. 1956 berief man ihn zum verantwortlichen Herausgeber dieser Zeitung. Nach seinem Studium begann er u. a. für die Birmingham Gazette, Picture Post und Sunday Graphic zu schreiben. Parallel begann er in dieser Zeit auch für die BBC zu arbeiten.
1958 heiratete Lyall die Schriftstellerin Katharine Whitehorn (1928–2021) und hatte mit ihr zwei Söhne. Nach seiner Eheschließung ließ sich Lyall mit seiner Ehefrau in Hampstead (Inner London) nieder. Zwischen 1959 und 1962 arbeitete er als Journalist; meistenteils für die Sunday Times.
1961 konnte Lyall erfolgreich mit seinem Roman „Die harte Seite des Himmels“ (The wrong side of the sky) debütieren. Schon früh wurde Lyall Mitglied der Crime Writers' Association (CWA) und für 1966/67 berief man ihn auch als Chairman.  Bestärkt durch seine Erfolge, gab er 1963 seinen Brotberuf auf und widmete sich nur noch dem Schreiben.
Am 18. Januar 2003 erlag Gavin Lyall in London einem Krebsleiden.

## Rezeption
Lyall thematisierte in seinen Thrillern und Spionageromanen immer den Kalten Krieg und seine Protagonisten waren immer in irgendeiner Weise der Luftwaffe verbunden. Nach 1975 rückte dann immer häufiger das internationale Verbrechen in den Focus seiner Bücher.
In pseudo-autobiographischem Stil lässt Lyall seinen Protagonisten, einen Privatdetektiv, erzählen, der die Gesetze aber oft sehr eigenwillig auszulegen versteht.
1993 erschien „Spy's Honour“, ein Thriller um den Secret Service, der im Vorfeld des Ersten Weltkriegs spielt. Auf der Basis der historischen Fakten entwickelt sich ein spannender Roman, der bis 1999 noch drei Fortsetzungen erlebte. Ebenfalls vier Bände umfasst der Zyklus um den Politiker und Geheimagenten Harry Maxim.

## Ehrungen
- 1965: Dagger Award – Best British Novel für den Roman Midnight Plus One

## Werke (Auswahl)

### Als Autor
Standalones
- The wrong side of the sky. Hodder & Stoughton, London 1961.
  - Die harte Seite des Himmels. Roman. Ullstein, Berlin 1989, ISBN 3-548-22083-5.
- The most dangerous game. Hodder & Stoughton, London 1990, ISBN 0-340-53023-5 (EA London 1963).
  - Der gefährlichste Gegenüber. Roman.  Ullstein, Berlin 1989, ISBN 3-548-22112-2.
- Midnight Plus One. Pan Books, London 1966 (EA 1965).
  - Mitternacht plus eins. Roman. Ullstein, Berlin 1989, ISBN 3-548-22139-4 (dEA Blanvalet, Berlin 1966).
- Shooting Script. Hodder & Stoughton, London 1966.
  - Juli! Pass auf! Polit-Thriller. Ullstein, Berlin 1989, ISBN 3-548-10629-3.
- Venus with pistol. Thriller Books, London 1970.
  - Venus mit Pistole. Thriller. Ullstein, Frankfurt/M. 1990, ISBN 3-548-10635-8.
- Blame the Dead. Coronet Books, London 1989, ISBN 0-340-42976-3.
  - Schuldig sind die Toten. Roman.  Ullstein, Frankfurt/M. 1985, ISBN 3-548-10290-5.
- Judas Country. Viking Press, New York 1975, ISBN 0-670-41030-6.
  - Land der Verräter. Ullstein, Frankfurt/M. 1984, ISBN 3-548-21008-2.

Harry Maxim Zyklus
- The secret servant. 2. Aufl. Hodder & Stoughton, London 1992, ISBN 0-340-54417-1.
  - Bis zum tödlichen Ende. Roman. Heyne, München 1983, ISBN 3-453-01460-X.
- The conduct of Major Maxim. Neuaufl. Coronet Books, London 1993, ISBN 0-340-58865-9.
  - Auftrag für Major Maxim. Ullstein, Berlin 1984, ISBN 3-548-10254-9.
- The crocus list. Neuaufl. Coronet Books, London 1993, ISBN 0-340-59797-6.
  - Die Krokus-Liste. Roman. Ullstein, Berlin 1986, ISBN 3-548-10371-5.
- Uncle target. Hodder & Stoughton, London 1988, ISBN 0-340-41701-3.
  - Über dem Jordan. Thriller. Ullstein, Frankfurt/M. 1990, ISBN 3-548-10644-7.

Secret-Service-Zyklus
- Spy's honour. St. Martin's Press, New York 1995, ISBN 0-312-11898-8.
- Flight from honour. Hodder & Stoughton, London 1996, ISBN 0-340-68189-6.
- All honourable men. Hodder & Stoughton, London 1997, ISBN 0-340-70854-9.
- Honourable intentions. Coronet Books, London 2000, ISBN 0-340-75076-6.

### Als Herausgeber
- Freedom's Battle. Band 2: The war in the air  1939-1945. An anthology of personal experience.[1]

## Verfilmungen
Drehbuch
- Roy Ward Baker (Regie): Banditen auf dem Mond. 1969.

Romanvorlage
- Alastair Reid (Regie): The secret servant. 1984.